# Bryum botterii
Bryum botterii är en bladmossart som beskrevs av Charles Theodore Karl Theodor Mohr och C. Müller 1874. Bryum botterii ingår i släktet bryummossor, och familjen Bryaceae. Inga underarter finns listade i Catalogue of Life.